# اتحادیه فوتبال دانمارک
اتحادیه فوتبال دانمارک به اختصار دی بی یو(DBU) (به دانمارکی: Dansk Boldspil-Union; DBU) بلندپایه‌ترین نهاد فوتبال در کشور دانمارک است؛ که به برگزاری و نظارت بازی‌های لیگ و تیم‌های ملی در هر دو ردهٔ مردان و زنان می‌پردازد. این فدراسیون در شهر بروندبی قرار دارد. ویکی از اعضای فیفا و یوفا است.
از سال ۲۰۰۸ این اتحادیه بر فوتسال دانمارک نیز نظارت دارد.

## شروع کار
دی بی یو در سال ۱۸۸۹ تأسیس شد اما تاقبل از المپیک تابستانی ۱۹۰۸ لندن به‌طور رسمی ثبت نشد و به همین علت برد در تورنومنت بازی‌های فوتبال در ۱۹۰۶ به‌طور رسمی با نام این فدراسیون ثبت نشد.

## رقابتها
مردان
لیگها
- سوپر لیگ فوتبال دانمارک
- لیگ دستهٔ یک فوتبال دانمارک (1. Division)
- لیگ دستهٔ دو فوتبال دانمارک (2. Division) (دو گروه‌ شرقی و غربی)
- دانمارک شین (در سه گروه)

جام‌ها
- جام حذفی فوتبال دانمارک

زنان
- الیت دیویژن (لیگ برتر فوتبال زنان دانمارک)
- فرست دیویژن (لیگ دسته یک)
- دانمارک شین زنان (در سه گروه)

جام‌ها
- جام زنان دانمارک